# Црква Светог Георгија у Новом Селу
Црква Светог Георгија у Новом Селу, месту у општини Велика Плана, подигнута је 1893. године и представља непокретно културно добро као споменик културе.
Црква у Новом Селу посвећена је Светом Георгију, изграђена је као једнобродна грађевина у духу романтизма. Просторно је подељена на олтарски простор на истоку, наос са бочним певницама и припрату са галеријом и звоником на западу. Фасадну декорацију одликује подела на зоне, извођењем вишеструко профилисаног кровног и три подеона венца, од којих један прати облик лучно завршених прозорских отвора у виду монофора и окулуса, а други испод кровног венца дефинише зону са детаљима у облику слепих окулуса и квадрата изведених у малтеру. Обради западне фасаде посвећена је посебна пажња почев од портала наткривеног малим тремом на две воде, извођењем две слепе полукружно засведене нише и окулуса, као и бифором у завршници масивног звоника.
Иконе на иконостасној прегради радила су двојица непознатих мајстора, техником уља на платну кашираном на дрвену подлогу. У цркви се налазе вредни примери богослужбених књига, сасуда, икона и комада црквеног мобилијара. 
У знак сећања на погинуле ратнике из овог краја у ратовима за ослобођење Србије 1912—1918. године у порти је подигнут споменик од сивог мермера у облику обелиска.